# ノジマ
株式会社ノジマ（英語: Nojima Corporation）は、神奈川県横浜市に本社を置き家電量販店を展開する企業。
首都圏を中心に家電量販店「nojima（ノジマ）」を展開する。店内アナウンスやチラシ広告では「デジタル専門店・ノジマ」「デジタルネットワーク・Nojima」等といったキャッチフレーズを採用しており、デジタルオーディオやパソコン、携帯電話を積極的に扱っている。携帯電話については専門店業態も展開しており、複数キャリア取扱店の他にキャリアショップも展開している。家電量販店売上高ランキングでは2022年期では、8位であったが、2024年3月期の決算短信では7613億円で業界暫定3位である。

## 株主構成
2016年からは東京証券取引所に上場しているが、主要株式の約3割を野島廣司および社長の資産管理会社である野島廣司株式会社、および創業者一族である野島家で個人所有しており、実質的に同族経営を行っている。2007年には新潟県を中心に店舗展開していた家電量販店の真電を吸収合併しており、真電の創業者一族もノジマの大株主として名を連ねている。なお、野島廣司の実弟・野島隆久はピーシーデポコーポレーションの代表取締役であり、資産管理会社「ティーエヌホールディングス」がノジマの主要株主に名を連ねているが、ピーシーデポとの法人間においては直接的な資本関係や提携関係はない。
真電とノジマが合併した際に、かつて真電の筆頭株主だったラオックスが一時ノジマ株を所有していた。2009年2月に、経営の悪化したラオックスの郊外型店舗の一部を同社の会社分割により新設された「株式会社ノジマ関東」（仮称）を子会社化して譲り受けることで基本合意した が、具体的譲渡方法で合意できず、3月末に合意を破棄した。代わりに、ラオックスの従業員約200人を受け入れることになり、ラオックスが閉店する郊外型店舗の一部で旧ラオックス従業員が主体となってノジマが居抜き出店することとなり、2009年5月から2010年9月にかけてラオックスの10店舗がノジマに転換された。2008年春以降、両社が店舗再編を行う過程においては閉店後のアフターケアを両社相互間で実施しているケースがある。その後2009年12月に発表されたノジマのコーポレート・ガバナンスで発表された大株主一覧からラオックスが消えている。
2019年10月、スルガ銀行の株式を岡野家から買い取って18.49 %の株式を保有する筆頭株主となり、2020年4月に同行の副会長に野島廣司が就任、2020年5月に両社の資本業務提携が発表された。しかし、経営方針を巡って両社が対立したため、野島がスルガ銀行の副会長を2021年6月に辞任。資本・業務提携の解消に向けて協議に入っていることが報じられている。その後、2022年3月8日にスルガ銀行との資本提携を解消し、翌9日にノジマが保有している同行株の全てを総額約174億円（1株407円）で売却することを発表した。

## 沿革
- 1959年（昭和34年） - 神奈川県相模原市に「野島電気工業社」を創設。
- 1962年（昭和37年） - 「有限会社野島電気商会」を設立。
- 1982年（昭和57年） - 「株式会社野島電気商会」に組織変更。
- 1983年（昭和58年） - シャープと共同でPOSシステムを導入。
- 1991年（平成3年） - 「株式会社ノジマ」に商号変更。
- 1994年（平成6年） - 日本証券業協会に株式店頭登録。
- 1995年（平成7年） - 子会社「株式会社テレマックス」を設立。
- 2000年（平成12年） - 「ソロン株式会社」と「株式会社イーネット・ジャパン」を設立。
- 2005年（平成17年） - 本社を神奈川県横浜市中区尾上町6番90号 HS大江橋ビル5階へ移転。
- 2006年（平成18年）
  - 2月6日 - タワーレコードより株式会社ウェィヴを買収して子会社化。
  - 全店舗に電子マネー・Edy導入。
- 2007年（平成19年）
  - 3月1日 - 新潟県に地盤を持つ家電量販店「真電」運営の株式会社真電を吸収合併。
  - この年の冬から灯油・ガスを熱源とする暖房機器（石油ファンヒーター、石油ストーブなど）やコンロの店頭販売を見合わせる（顧客から注文を受けた場合に限り取り寄せで対応。機器の修理受付は通常通り実施）。製品の不具合による事故やリコールが相次いでいることを考慮しての措置。大手家電量販店では初のケース。
- 2008年（平成20年）
  - 4月 - ソロン株式会社が株式会社テレマックスを吸収合併。
  - 8月22日 - 子会社の株式会社WAVEの株式72.51%を株式会社メディアマーケティングシステムへ譲渡（92.49%→19.98%）。
  - 10月1日 - 子会社（53.2%出資）の株式会社イーネット・ジャパンを吸収合併。
- 2010年（平成22年）
  - 2月22日 - 神奈川県と、同県の環境施策である『クールネッサンス宣言』に基づく環境協定を締結。LED照明への買い換え促進のため、ハロゲン電球等の特殊電球を除いた白熱電球の取り扱いを中止する[13]。
  - 6月 - 本社を同市西区みなとみらい2丁目3番3号 クイーンズタワーB棟26階へ移転[14]。
  - 8月17日 - エアコン室内機落下事故防止に対し石膏ボード面に取り付けに使用する「壁ロック」と呼ばれるスクリュー型ボードアンカーを使用禁止にした。
  - 11月25日 - 「日本初」を謳うペーパーレス携帯ショップとして「ノジマでんわ館六本木店」を開店[15]。
- 2011年（平成23年）
  - 2月28日 - この日をもって店頭での電子マネー決済取り扱いを終了。
  - 6月28日 - 夏季の従業員の制服として、アロハシャツを導入[16]。
  - 7月12日 - 子会社であるソロン株式会社を吸収合併[17]。
  - 11月10日 - 業界で初めてプライベートブランド「EL SONIC」からシーリングライト（LED照明）を発売開始[18]。
  - 12月 - 西日本モバイル株式会社を設立。
- 2013年（平成25年） - カンボジアに子会社ノジマカンボジアを設立。
- 2014年（平成26年）
  - 2月 - 株式会社ノジマステラスポーツクラブを設立。
  - 3月17日 - 株式会社ケンウッド・ジオビットを完全子会社化し、株式会社ジオビットモバイルに商号変更。
  - 6月 - 初の自社運営ショッピングモール「ノジマモール横須賀」をグランドオープン[19]。運営カンボジアに出店し日本国外初進出[20]。
  - 7月 - 株式会社ビジネスグランドワークスを子会社化。
- 2015年（平成27年）
  - 3月2日 - 完全子会社のITN株式会社がアイ・ティー・エックス株式会社を子会社化[21][22][注 1]。
  - 7月1日 - ITN株式会社がアイ・ティー・エックス株式会社を吸収合併し、ITX株式会社に商号変更[23][24]。
- 2016年（平成28年）
  - 6月17日 - 東京証券取引所第一部に市場変更。
- 2017年（平成29年）
  - 4月1日 - 富士通からニフティ（同日付で富士通クラウドテクノロジーズに名称変更した旧ニフティ株式会社からコンシューマ事業を吸収分割により継承した新会社）の全株式を譲受し完全子会社化[25][26]。
- 2019年（平成31年）
  - 3月15日 - Nojima Asia Pacific Pte.Ltd.を通じて、シンガポールとマレーシアを中心に、家電、IT製品及び家具の小売事業を展開するCourts Asia Limitedの公開買付けが終了。およそ82億円を投じ、同社は完全子会社化された[27][28]。
- 2020年（令和2年） - 本社を同市西区南幸1丁目1番1号 JR横浜タワー26階へ移転[29]。
- 2021年（令和3年）
  - 10月1日 - ソニー・ピクチャーズ エンタテインメントとJCOMからAXN系列の3社（AXNエンタテインメント・AXNジャパン・ミステリチャンネル）を買収[30][31][32]。
- 2023年（令和5年）
  - 1月16日 - マネースクエアHDを子会社化[33]。（→2025年8月にSBIリクイディティ・マーケットと日本航空に売却[34]）
  - 2月16日 - コネクシオを子会社化。
  - 6月29日 -  公正取引委員会より、自社の店舗等で販売する家庭電気製品等を製造委託している下請事業者の一部より、「拡売費」「物流協力金」「セールリベート」「キャッシュリベート」「オープンセール助成」「発注手数料」を受け取っていた行為が、下請法第4条第1項第3号(下請代金の 減額の禁止)の規定に違反すると判断され、再発防止を勧告された[35][36][37]。
- 2024年（令和6年）4月1日 - 子会社のAXNがソニー・ピクチャーズエンタテインメントからアニマックスブロードキャスト・ジャパンとキッズステーションを買収[38]。
- 2025年（令和7年）1月6日 - VAIOを買収[39]。

## 店舗

三島店（長泉市）

### 店舗展開
2021年現在、神奈川県80店舗、東京都57店舗、埼玉県34店舗、千葉県35店舗、茨城県6店舗、静岡県26店舗、山梨県7店舗、長野県3店舗、新潟県10店舗、愛知県1店舗の計259店舗 を、日本国外ではカンボジアに展開する。以下のような業態に区分できる。1都3県の店舗には店番号が振られており、1は相模原本店。
- nojima（ノジマ） - いわゆる家電量販店型の総合店舗（ノジマでは「デジタルネットワーク専門店」と称している）。関東では単独店舗・路面店は少なく、マルイやパルコやららぽーと等の大型ショッピングセンターやダイエー・イトーヨーカ堂・イオンモール等の大型スーパーなどのテナントとしての出店が多い。他の家電量販店から居抜き出店するケースや、一度ノジマが撤退した商業施設（例:ニッケコルトンプラザ）に再開店するケースも多い。一方で、自社直営施設であっても「ままともプラザ町田」のようにノジマがテナントしては撤退して施設運営のみ継続するケースも存在する[41]。
- Shinden by nojima（真電） - 新潟県内のみで展開。真電からの譲受店舗で、業態そのものはノジマ店と同じ。6店舗。看板に「Shinden by nojima」の表記が残る（各店舗の写真で確認可能）が、公式サイトの店舗案内やその他の資料からは「真電」の文字が除かれている。2009年以降に移転新築や大規模改装を行った店舗では「真電」の表記を取りやめ、上記のノジマと同一の店舗形態に転換されている。
- オーディオスクエア - 音響関係専門店。「ノジマ」店舗内に併設。2011年6月19日現在で4店舗[42]。
- キャリアショップ - 携帯電話専門店。通信電話キャリア別の店舗であるdocomoショップ、ソフトバンクショップ、auショップの総称。子会社の西日本モバイルが展開する四国・山陰地区の店舗はすべてauショップである。617店運営。
- ノジマモバイル - 携帯電話専門店。2011年から展開を始めた新業態。新規出店の他、従来の「テレマックス」などの店舗をリニューアルした店舗も存在する。
- ニフティモバイル - 携帯電話専門店。
- 大型ショッピングモール - 日本国内では「ノジマモール横須賀」、「東戸塚西口プラザ」、「ままともプラザ町田」、伊勢丹府中店跡地に出店した「ミッテン府中[43]」の4店舗を展開し、海外ではシンガポールに「OURTS Singapore」を展開[44]。

### かつて存在した業態
- ソフマップユーフロント - 中古のパソコンやTVゲームを取り扱うソフマップのフランチャイズ店舗。ノジマの大型店舗にインショップ形式で展開。かつては複数店舗で展開していた。
- でんわ館・でんわ館Express - 通信専門店。元々ノジマ直営の電話・通信専門店として立ち上げられた店舗。2011年6月19日現在で8店舗[42]。
- テレマックス - 携帯電話専門店。子会社だったソロンにより運営されていた店舗。2011年6月19日現在で46店舗[42]。
- Mac駅（マックステーション） - Appleのコンピューター「Mac（マック）」の専門店。当初はPower Mac・PowerBookのみしか扱っていなかったが、2000年頃から順次iMac・iBookの取り扱いを開始。Mac関連の周辺機器・ソフトウェアや中古Macも扱っていた。
- コムドック - パソコン専門店。
- PC BUY-KING（ピーシーバイキング） - Windowsアウトレット専門店。アウトレット専門と銘打ってはいるが新品パソコン・自作パーツ・PCソフト・中古PCなども取り扱っていた。2004年頃に閉店した入間店を最後に消滅。
- Do-!（ドゥー） - ゲーム専門店。

### かつて存在した店舗
- 六本木店（東京都港区） - 2013年10月31日閉店。現在はYモバイルショップ。
- 丸井中野本店（東京都中野区） - 入居していた丸井中野本店の閉店に伴い、国分寺店に承継[45]。建物は取り壊され、中野マルイに建て替え。
- 小平店（東京都小平市、旧店舗）- 小川駅と新小平駅の中間に出店していたが、2009年10月31日に同市天神町に移転。でんわ館のみ同所に残っていたが、でんわ館も2011年11月30日に閉店。
- あきる野とうきゅう店（東京都あきる野市） - 旧・秋川店（閉店後はブックオフあきる野店をへて現在はハードオフあきる野店）をあきる野とうきゅう4階へ移転する形で出店。イオンモール日の出への出店や周辺の影響もあり日の出店へ統合。閉店後は文教堂。
- 八王子北店（東京都八王子市） - 閉店後はリサイクルショップDORAMA楢原店。
- 堀之内店（東京都八王子市） - 京王堀之内駅に隣接するビア長池2階フロアにあったが2017年1月15日に閉店。
- 多摩センター店（東京都多摩市） - 2003年4月、多摩境に移転する形で閉店。閉店後は、快活CLUB 多摩ニュータウン店。2016年5月28日にクロスガーデン多摩2階のヤマダ電機跡地の半分に同名店舗を新規開店した。
- 府中店 （東京都府中市） - クレッセ府中（現フレスポ府中）開業時1階に出店。閉店後蔦屋書店にでんわ館のみ存続させたが、2017年6月25日に完全撤退となった。
- 西国分寺店（東京都国分寺市） - 東武ストアにしこくマインのテナントとして3階に開店。現在はにしこくマインの日用品コーナー。
- 町田店（東京都町田市） - 1983年に東京都内1号店として開業[46]。1995年に町田森野店への店舗機能移転とコムドックへの転換に伴って閉店。
- コムドック町田旭町店（東京都町田市） - ノジマ町田店から転換され、1995年12月オープンしたが、数年で閉店。現在は住宅情報館が入居。
- 町田森野店（東京都町田市） - 閉店後は地元衣料品チェーンのタカハシが入居。
- 鶴川店（東京都町田市） - NEW鶴川店（東京都町田市）の開業以前に存在した郊外型店舗。
- 多摩境店（東京都町田市） - 2006年10月29日、八王子みなみ野（東京都八王子市）に移転する形で閉店。同地は閉店後に解体されてマンションなどの開発が行われた為、建物は現存しない。
- 磯子店（横浜市磯子区） - 文化堂跡地に出店。閉店後は住宅情報館、空店舗を経て2015年3月時点で釣具店となる。
- 能見台店（横浜市金沢区） - 2006年、京急ショッピングプラザ能見台（京急ストア）に出店したが1年程で閉店。閉店後はパシオス。
- 古淵店（神奈川県相模原市） - 閉店後はニトリが出店したが2013年にニトリモール相模原への移転で閉店し、その後は釣具のブンブン・つるやゴルフを経て、現在はヒマラヤスポーツ。
- 上鶴間店（神奈川県相模原市） - 閉店後はブックオフコーポレーション。
- 緑が丘店（神奈川県相模原市） - 閉店後はリカーランドトップ。
- 相武台店（神奈川県座間市広野台）- 支店第1号（1981年開店）閉店後はサイクルベースあさひ→ドスパラ座間相武台店。
- 大和店（神奈川県大和市）- 2002年6月2日閉店。閉店後はゼスト大和店。
- イオン海老名店 - ららぽーと海老名に移転。
- 藤沢用田店（神奈川県藤沢市） - 1999年閉店。文教堂書店藤沢用田店に店舗の半分を賃貸していた。閉店後は文教堂書店のスペースを含めてBOOKOFF藤沢用田店。
- 茅ヶ崎店（神奈川県茅ヶ崎市） - 2011年10月30日閉店。辻堂駅前のテラスモール湘南内に移転。
- NEW平塚店（神奈川県平塚市） - 1990年代後半頃に市内の2店舗を集約したが、同業他社との競合に巻き込まれる形で2004年11月23日に閉店。店舗跡にハードオフコーポレーションが居抜き出店。
- 上野原店（山梨県上野原市） - 100円ショップダイソーになる。
- 韮崎店（山梨県韮崎市、旧店舗） - 国道141号沿いに出店していたが、ライフガーデンにらさき内に移転。閉店後はディスカウントストアトライアル韮崎店。
- 吉川店（埼玉県吉川市）・越谷店（埼玉県越谷市） - 丸井草加店とイオンレイクタウンへの出店に伴いレイクタウン店へ統合。越谷店(1997年－2007年)の閉店後は住宅情報館(2024年閉店)。吉川店の閉店後は一旦ラオックスに転換されるも撤退、ライフが店舗拡張に使用した。
- 守谷店（茨城県守谷市） - 2006年に茨城県内初の店舗としてアクロスモール守谷に出店するが、複合型商業施設を運営する会社が同施設内に婦人服店を入居させるために閉店。
- PCバイキング入間店（埼玉県狭山市） - 国道16号沿いに出店していたが、所沢本店へ統合。閉店後はドコモショップ。
- PCバイキング港北店（横浜市港北区） - 都筑インターチェンジ付近に出店していた。閉店後は住宅情報館都筑店。
- PCバイキング溝ノ口店（川崎市高津区） - 武蔵溝ノ口駅北口の文教堂書店溝ノ口店の入るビルの1フロアに出店していた。ノジマ溝ノ口店（マルエツ2階、現在はマルイファミリー溝口店）と統合。閉店後は溝の口Qiz。
- PCバイキング相模原店（神奈川県相模原市） - 2002年5月26日閉店。閉店後はスシロー上鶴間店。
- PCバイキング所沢店（埼玉県所沢市） - 国道463号沿いに出店していたが、ノジマ所沢本店へ移転統合の形で2002年11月10日に閉店。2001年頃までは同一敷地内にMac駅（マックステーション）所沢店を併設していた。かつてエイコー所沢店として使われていた建物を改装して使用しており、閉店後は改装され住宅情報館所沢店として営業したのち建物は解体、現在は現在埼玉ダイハツ販売所沢店となっている。
- 柏崎店
- 松本店 - 店舗跡にハードオフコーポレーションが居抜き出店。
- デジタルプラス イオンモールむさし村山ミュー店 - 現在の「むさし村山店」出店前に閉店。
- M&i Staition - イオンモールむさし村山内にあったApple専門店。総合家電店舗「イオンモールむさし村山店」にリニューアルするため2009年8月31日に閉店。
- 三条店
- 沼津店（旧店舗） - かつて、ユーノス沼津リコー通り店跡地に入居した貸衣装店を解体後に建設され、2002年にオープン。2006年9月8日にNTT社宅跡地にできたフェスタ・ノジマに移転。跡地に、セリア生活良品。
- 富士店（旧店舗） - 2000年10月6日、静岡県富士市中島に開店。2007年11月11日、イオン富士南ショッピングセンター（現・イオンタウン富士南）へ移転のため閉店。同年12月22日、ゴトー経営のBOOK OFF富士中島店がオープン。
- 北脇店（静岡市清水区） - 静岡県中部地区初の店舗として1997年に開店。2005年5月31日に区内の岡町店に統合されるかたちで閉店。現在は、アプレシオ清水店。
- 静岡店（静岡市駿河区） - 2001年に開店。2006年3月19日に閉店。現在は静岡鑑定団八幡店。
- 掛川店 - 2007年9月17日閉店。現在はゲオ掛川大池店。
- 磐田店（旧店舗） - 磐田市岩井で営業していたが、2009年6月7日、ららぽーと磐田へ移転のため閉店。閉店後はウインダーランド岩井店。
- 岡町店（静岡市清水区） - ベイドリーム清水内に移転のため2011年4月10日閉店。
- auショップ西新井 - 西新井駅ビル「トスカ」内にあったが、ドコモショップ前のマンション1Fに移転。跡地は空室。2016年11月23日にアリオ西新井に移転。
- テレマックストスカ西新井 - パサーシオ内にノジマを開店に伴いアリオ西新井2階に移転。跡地はピーアップ運営の併売店「テルル」が出店。現在はノジマモバイルアリオ西新井店に変更されたが、アリオも閉店し、現在はYモバイルショップ。
- NEW上尾店（埼玉県上尾市春日） - 2013年、上尾PAPA店に承継。店舗跡にサンドラッグ上尾春日店とタカハシ上尾店が居抜き出店。
- 上尾PAPA店（埼玉県上尾市緑丘、初代） - 2013年9月14日、PAPA上尾ショッピングアヴェニュー2階のアカチャンホンポ北上尾店跡地に出店。2016年6月19日にベニバナウォーク桶川店へ引き継ぐ形で閉店。閉店後はマナベインテリアハーツ北上尾PAPA店を経て、現在はBOOKOFF SUPER BAZAAR PAPA上尾店。2017年3月18日にPAPA上尾ショッピングアヴェニュー1階のABC-MARTPAPA上尾店跡地に同名店舗を新規開店した。
- 姶良店 - 初の九州店舗、FC店舗・・鹿児島県姶良郡（現姶良市）スーパーセンターニシムタ内にて営業
- ニッケコルトンプラザ - 4F元ラオックスで2015年10月に閉店。跡地はニトリで、2016年11月19日に3Fに再出店。
- 青梅家電館 (東京都青梅市) - 2017年5月、近隣の青梅デジタル館と統合、青梅デジタル館は青梅統合館にリニューアル。
- 草加マルイ店 - 2017年6月11日、ダイエー草加店へ移転のため閉店。
- イオンタウン上里店 - 2017年9月24日閉店。現在はタム・タム上里店。
- エルミこうのす店 - 2018年9月2日閉店。
- 西新井店 - 2018年10月14日、イオン西新井店へ移転のため閉店。
- 豊洲店 - スーパービバホーム2Fにあった。規模を半減させ半分は洋服の青山になった。その後はららぽーと豊洲に移転の為完全閉店し、現在はヤマダ電機。
- EKIMISE浅草店- ベスト電器の居抜きで出店。末期は店舗面積を半減させており、半分はくまざわ書店になった。2023年1月31日閉店。
- ダイエー成増店 - ダイエー閉鎖と共に閉店。ダイエー西台店に承継。
- 阿佐ヶ谷店（東京都杉並区） - ピーコックストア阿佐谷店の地下1階に2015年にオープンしたが、2018年に閉店。閉店後、同店の2階に出店していたダイソーが地下1階に移転し、空いた2階にはしまむらが出店。
- NEW港南台店 (神奈川県横浜市港南区) - ロピア港南台店2階に存在したが港南台バーズ5階へ移転のため2021年4月16日閉店。
- イオンスタイル検見川浜店 (千葉県千葉市美浜区真砂) - イオンマリンピアショッピングセンター内へ移転のため2021年4月25日閉店。
- イオンタウン成田富里店 (千葉県成田市東町) - イオンタウン成田富里内。2021年9月26日閉店。
- たまプラーザ店　- 2022年4月26日東急百貨店5Fに移転。
- ダイエー草加店 (埼玉県草加市氷川町) -ダイエー草加店2階に存在したが2022年7月24日にアコスへの移転のために閉店。
- 多摩センター店 (東京都多摩市落合) - クロスガーデン多摩2階に存在した。ヤマダ電機跡地への居抜き出店であった。2022年11月13日にイトーヨーカドー多摩センター店内へ移転のため閉店。
- 大宮西口店 (埼玉県さいたま市大宮区桜木町) - 大宮駅西口DOMショッピングセンター6階に存在した。2023年2月5日閉店。
- ままともプラザ町田店 (東京都町田市旭町) - 小田急百貨店町田店内ヘ移転のため2023年2月26日閉店。
- サテライト町田店 (東京都町田市旭町) - 前述のままともプラザ町田店を小型化して、消耗品や小型家電など持ち帰り商品限定ショップとして2023年3月23日に開店したが、2024年10月31日に閉店[41]。これにより、ノジマの直営商業施設ながら、ノジマが運営するテナントが施設内には存在しなくなった。
- フレスポ稲毛店 (千葉県千葉市稲毛区長沼原町) - 2023年4月2日に閉店。
- 上尾PAPA店 (埼玉県上尾市緑丘、2代目) - 前述のように2017年3月18日に再開店したものの2023年4月2日に再び閉店。
- PRIME SELECTION EBISU店 (東京都目黒区三田) - 恵比寿ガーデンプレイス内。2018年2月28日に閉店したTSUTAYA恵比寿ガーデンプレイス店の跡地に新業態店として2018年10月20日に開店したが、2023年4月2日に閉店。

### 店舗例

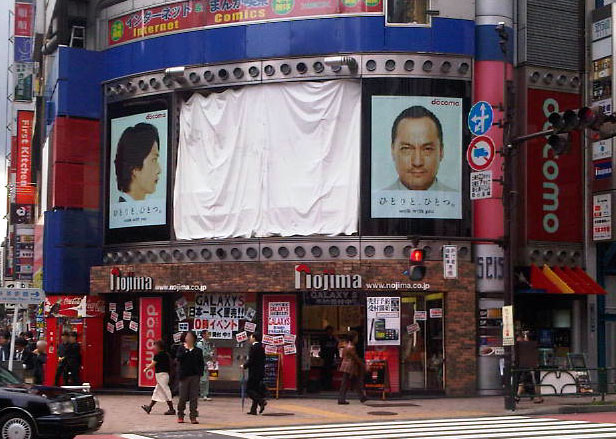
六本木店
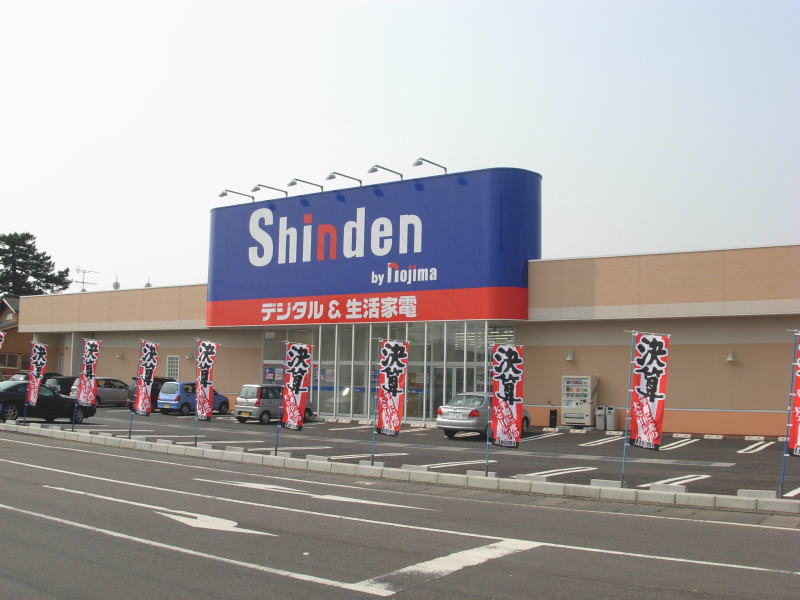
ノジマ 真電白根店（新潟市南区） ※Shinden by nojima（真電）の店舗
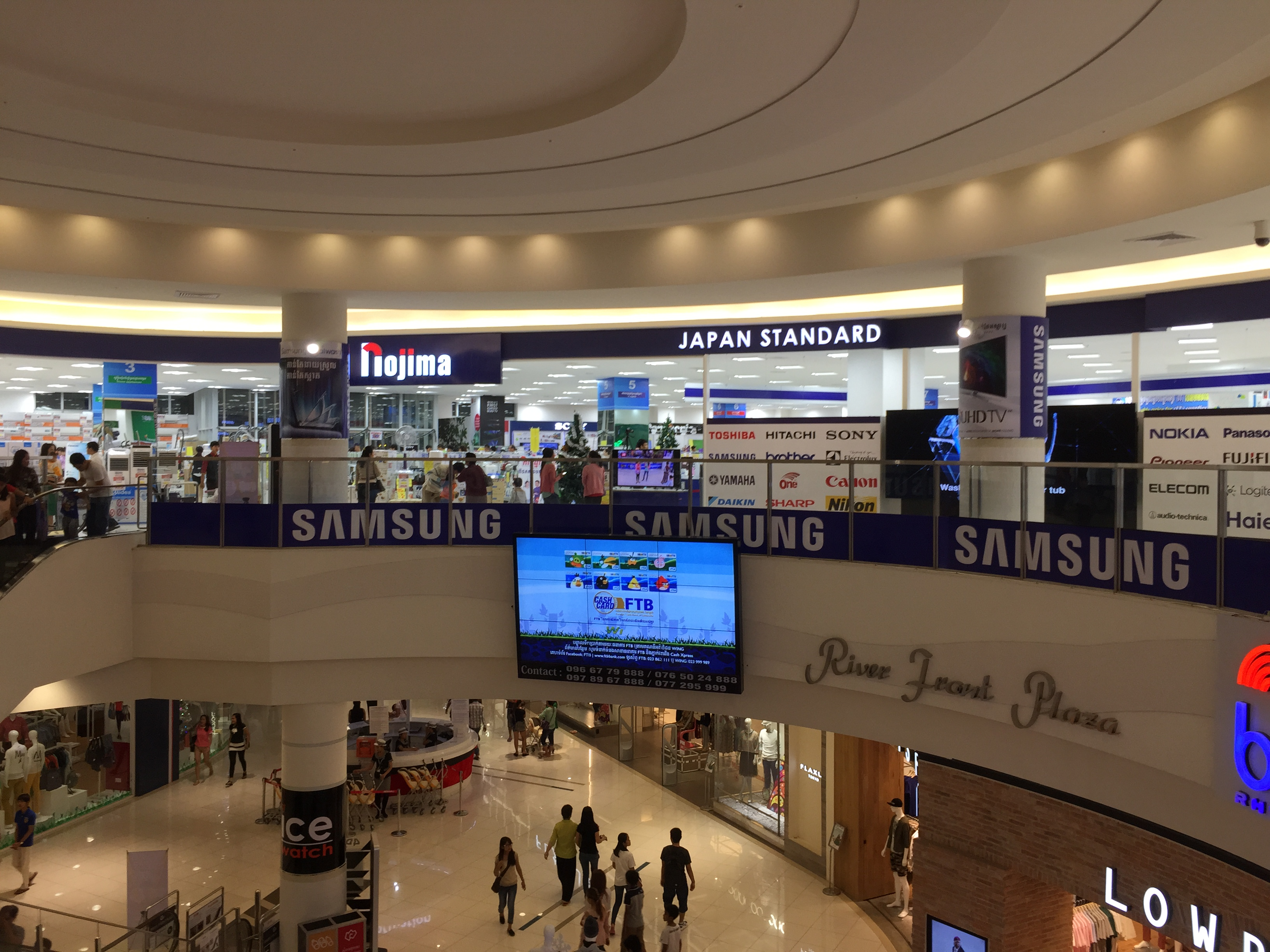
イオンモールプノンペン店（プノンペン特別市）

## サービス

### ポイントサービス
1993年からポイントサービスを導入した。同様のサービスはすでに同業でもヨドバシカメラやビックカメラが先行していたが、郊外型家電量販店としては初のポイント制導入だと自称している。
2023年現在の名称は「ノジマスーパーポイント」。かつては磁気式・データ印字型のポイントカードだったが、2013年8月 にモバイルサイト会員のサービスに転換された。携帯電話のブラウザでモバイルサイト上のQRコードを表示、またはスマホアプリでQRコードを表示して提示する。しばらくは従来の磁気式カードも利用できたが、2014年5月をもって磁気式カードのポイント期限の更新を停止し、順次廃止された。
ポイントの有効期限は、かつては「最終購入日から2年間」 だったが、2013年から「最終購入日から1年間」 に変更された。
店舗に来店することで得られる「来店ポイント」制度もある。店頭スタッフに声をかけ、スタッフの持つモバイル端末で会員QRコードを読み取ることで付与される。初期は、一部店舗に設置された「ポイントゲッター」に会員カードをかざすもので、1日複数回のポイント付与が可能だった。2009年12月から「全店で1日1回」のポイント付与回数に制限が設けられた。2012年10月23日からモバイルサイト会員に加入し、会員カードと連携させたうえでモバイルサイト会員のQRコードを提示する形式に変更された。2015年2月からポイントゲッターが廃止され、前述の店頭スタッフが対応する形式になった。

### クレジットカード
提携カードとして、「ノジマエポスカード」「ノジマ・ジャックス・JCBカード」を発行している。

## 広告

### CM
2010年からイメージキャラクターとして「ノジマ コンさる」を起用している。

### スポンサー活動
2008年以降、神奈川県を拠点とするスポーツチームにスポンサーとして参加している。
2008年に横浜ベイスターズ（現・横浜DeNAベイスターズ）と3年間のユニフォームスポンサー契約を交わした。ユニフォーム袖部に「Nojima」のロゴが掲出される。同球団に関しては2010年のシーズンオフに住生活グループ（現・LIXILグループ）と本拠地移転を含めた身売り話が表面化した際に、地元神奈川の企業として地元残留を前提に球団の買収を申し入れる などの行動を起こしているが、実現に至っていない。逆に、同社の財務状況から勘案して「買収に現実味はなく、売名行為とみられても仕方がない」との懸念を示す報道も見られる。横浜DeNAベイスターズとなった2012年シーズンについても引き続きユニフォームスポンサーとなることが発表されている。
2008年はJリーグの横浜FCとも1年間のユニフォームスポンサー契約を結び、ベイスターズ同様袖部に「Nojima」のロゴが掲出されたが、こちらは1年のみで契約満了としている。
2011年からは3年契約でXリーグの相模原ライズと命名権契約を結び、新チーム名を『ノジマ相模原ライズ』とすることを発表している。企業がチーム名の命名権を取得する事例は、アメリカンフットボールでは初めて、他のスポーツを見渡してもリンク栃木ブレックス（バスケットボール、経営コンサルティング会社のリンクアンドモチベーションが命名権を取得。現宇都宮ブレックス）がある程度。なお当初期限だった2014年以降も契約を継続している。
2011年12月12日、『ノジマステラ神奈川』を設立し、日本女子サッカーリーグ（なでしこリーグ）への参入を目指すことを発表した。純然たる新規チームのため、2012年は最下部リーグとなる神奈川県3部リーグからスタートしたが、同年の皇后杯全日本女子サッカー選手権大会関東予選で準優勝したことで本大会の出場権を得られたため、2012年のチャレンジリーグ参入決定戦への参加資格を獲得、これを勝ち抜いたことにより設立2年目でのチャレンジリーグ昇格を果たした。2014年シーズンからは相模原の地名を付記し『ノジマステラ神奈川相模原』のチーム名としている。なお、ステラタウンに出店している。
2018年11月、発足したばかりの卓球のTリーグの2018-19シーズンから3年間のタイトルスポンサー契約を結んだ。2021年8月、2021-22シーズンからの3年間の延長契約を結んだ。
2022年7月鍵山優真とアンバサダー契約した

## 関連会社
2023年4月現在の主な関連会社は以下の通り。
- ITX株式会社
携帯電話販売事業大手。2015年3月に日本産業第三号投資事業有限責任組合などから子会社を通じ株式取得。
- ITXコミュニケーションズ株式会社
au・UQ専売ショップの運営、携帯電話の販売代理業務等。
- 株式会社アップビート[58]
ソフトバンクショップ及びウィルコムプラザの運営。2014年3月17日にJVCケンウッドより買収し子会社化。
- ニフティ株式会社
通信サービス、デジタルデバイス向けコンテンツ事業。2017年4月に富士通から買収し完全子会社化。
- ニフティライフスタイル株式会社
「ニフティ不動産」を中心とする行動支援サービス事業。
- 株式会社セシール
総合通信販売事業。
- コネクシオ株式会社
携帯電話の卸売・販売及び携帯電話を利用したソリューションサービスの提供
- COURTS Asia Limited
シンガポール・マレーシア・インドネシアにおける家庭用電化製品、IT製品、家具等の販売。
- Nojima（Cambodia）Co., Ltd.
カンボジアに設立され2014年に開所式を行われた[59]。1店舗を運営。
- AXN株式会社
アクションチャンネルやミステリーチャンネル、ザ・シネマの放送事業を担当。2021年10月1日にソニー・ピクチャーズ エンタテインメントから買収し完全子会社化[32]。
- 株式会社ビジネスグランドワークス
企業教育研修コンサルティング業。
- ノジマステラスポーツクラブ
女子サッカークラブチームの運営。

かつて存在した関連会社
- ソロン株式会社 - 携帯電話の卸売。一次代理店として開通業務も行うほか、ノジマ店舗内の携帯電話コーナーの運営も行っていた。2007年4月1日に、ノジマの携帯電話販売部門を会社分割により吸収。2011年7月12日にノジマが吸収合併。
  - 株式会社テレマックス - 複数キャリア併売店「テレマックス」を展開。2008年4月1日をもってソロンに吸収合併。店舗はソロンに引き継がれる。

- 株式会社オー・ティ・エス - 人材派遣業。
- 株式会社イーネット・ジャパン - インターネット通信販売の「い〜でじ」を運営。2008年10月1日にノジマが吸収合併。
- 西日本モバイル株式会社
2012年にノジマの中国・四国地方での携帯電話販売事業について会社分割した子会社。本社はノジマと同じく相模原市だが、香川県高松市に四国本部を、鳥取県米子市に中国本部を置き、実務はそちらで行っている。
元々は 四国地方でauショップおよびウィルコムカウンターの運営を行っていた「株式会社四国新電電」と、中国・四国地方にてauショップの運営を行っていた「有限会社プロフィット」の2社が合併して2007年にソロン株式会社（後述）の子会社「西日本電電株式会社」として設立。2010年10月1日にソロンが吸収合併し「ソロン（株）西日本事業部」となり、さらに2011年7月12日にノジマがソロンを吸収合併したことによりノジマの「モバイル・コミュニケーション推進部西日本グループ」となっていた。
当初は2012年4月1日付けでの会社分割を予定していたが、会社分割にかかる関係官庁との協議の結論が出ないため、改めて2012年10月1日付けで会社分割が行われた。
2018年4月1日にアイ・ティー・エックスが吸収合併。
- シグニ株式会社 - 医療機関（クリニック、薬局、動物病院など）への医療必需品販売ならびに経営支援サービス提供。ペットショップ、飼い主へのペット用品・サービス提供。2022年3月に全株式を譲渡。

## テレビ番組
- 日経スペシャル カンブリア宮殿 唯一無二！感動接客でリピーター続出！ お家騒動を乗り越えた家電チェーンの舞台裏（2021年2月18日、テレビ東京）[63]。
- 神田伯山のこれがわが社の黒歴史 ノジマ 慟哭(どうこく)!失意のエンペラー（2025年6月9日、NHK総合）[64]

## 書籍

### 関連書籍
- 『失敗のすすめ 「教える」だけでは人も企業も育たない』（著者:野島廣司）（2011年10月1日、ダイヤモンド社）ISBN 9784478090213
- 『将来を本気で考える君へ 人生100年時代の就活相談』（著者:野島廣司）（2024年2月28日、ダイヤモンド社）ISBN 9784478090916